# José Luis Lamadrid
José Luis Lamadrid Prados (3 de julho de 1930 - 3 de outubro de 2021) foi um ex-futebolista mexicano que atuava como atacante.

## Carreira
José Luis Lamadrid fez parte do elenco da Seleção Mexicana de Futebol, na Copa do Mundo de  1954. Ele foi comentarista da TV Azteca na década de 90.